# Хемпшир (грофовија)
Хемпшир (енгл. Hampshire) је традиционална грофовија Енглеске.